# Carnaval

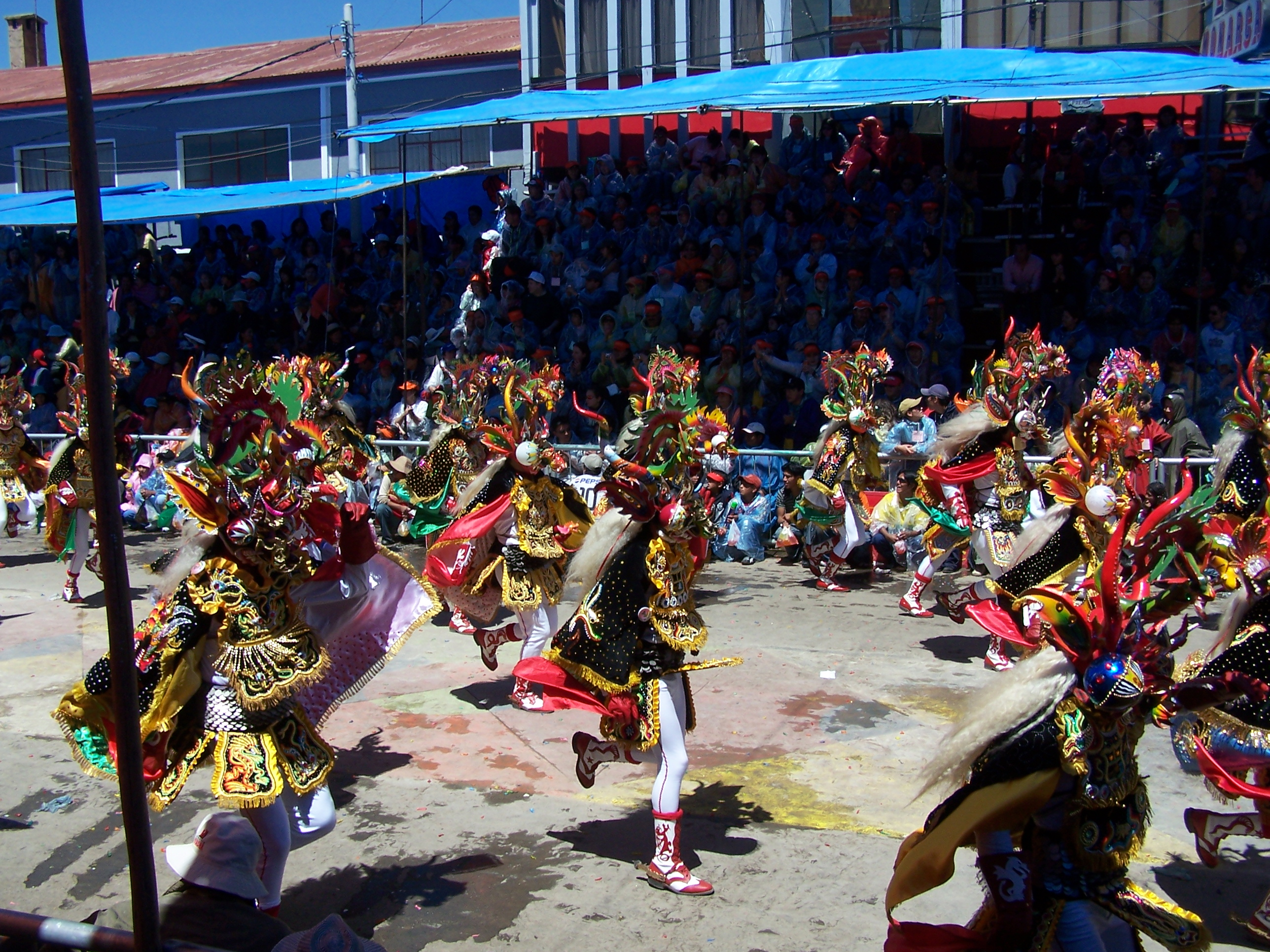
Carnavalul de Oruro, Bolivia

Carnavalul este o perioadă care precedă postul în unele țări, când au loc petreceri populare însoțite de deghizări, care alegorice, focuri de artificii etc.
Etimologic, cuvântul „carnaval“ se trage din dialectul milanez („carne vale“) și înseamnă literal „adio carne“. El datează din perioada în care biserica a impus ca aceste festivități să aibă loc doar înaintea postului de reculegere, rugăciune și abstinență, care premerge Paștele.

## Descriere

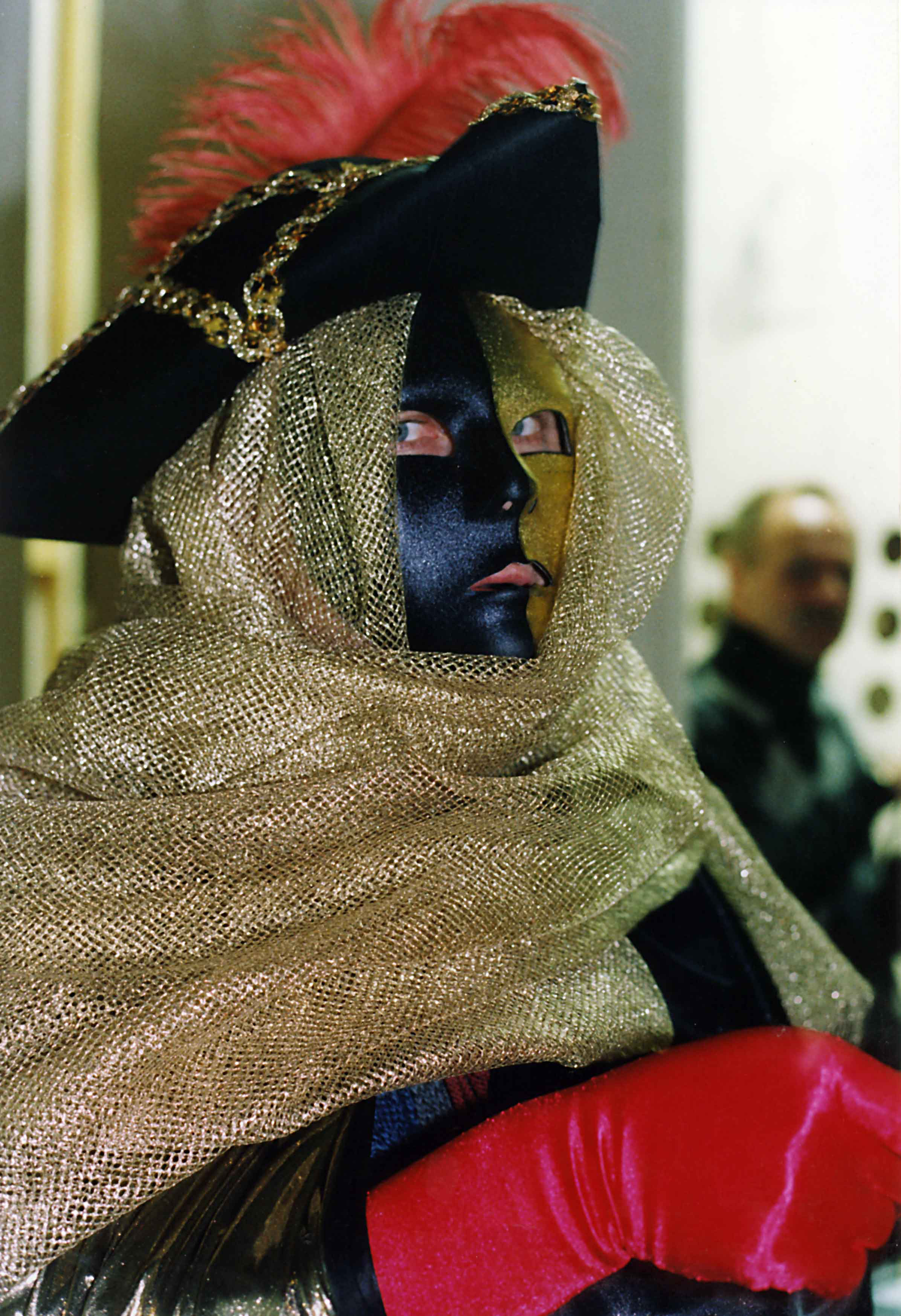
Arlechin

Carnavalul este o sărbătoare care-și trage originea încă din timpul romanilor și grecilor, care obișnuiau să sărbătorească, la început de an, renașterea vieții, primăvara. Pe întreaga suprafață a Europei, în special în Spania, Portugalia sau Franța, populația obișnuia să organizeze festivități, mai mult sau mai puțin ad-hoc, sărbătorind prin dans și baluri mascate carnavalul de început de an. Aceste tradiții s-au păstrat și au fost duse și în Lumea Nouă, într-o formă sau alta, încă de la descoperirea acesteia.
Portughezii au fost primii care au adus ideea de carnaval și la Rio de Janeiro, în jurul anului 1850. Petrecerile sunt puternic influențate de aerul cosmopolit al Parisului, evidențiat prin organizarea unor baluri mascate. Cu toate acestea, tradiția europeană este adaptată Braziliei, devenind curând diferită de ceea ce se întâmplă pe vechiul continent. În timp, a importat elemente din tradițiile africane și amerindiene. Ce înseamnă de fapt carnavalul de la Rio de Janeiro? Înseamnă, în primul rând, parade de stradă, muzica și dans. Carnavalul de la Rio de Janeiro era ocazia pentru cei săraci de a se îmbrăca în prinți sau prințese, epatând. Cei bogați se îmbrăcau în cerșetori de rând, urmând practica măștilor și jucând rolul diferitelor personaje. Bărbații obișnuiau să se îmbrace în femei. În acest fel, diferențele sociale dispar, eventualele frustrări de peste an erau uitate, însă doar câteva zile pe an.
Până să ajungă în forma în care se poate vedea astăzi, populația săracă a trebuit să-și manifeste dorința de a sărbători în acest fel, câteodată să se răscoale împotriva autorităților, pentru ca mișcarea lor de stradă să fie recunoscută ca una tradițională, o expresie a culturii. Fiind o mișcare pornită din sufletul comunităților de negri, este în primul rând o sărbătoare a acestora, în timpul căreia chiar și sclavii primeau 3 zile libere. Chiar și astăzi, comunitățile de negri sunt cele mai implicate grupuri, atât în pregătirile de dinainte de Carnaval, cât și în timpul acestuia.
Până la sfârșitul secolului al XVIII-lea, Carnavalul Rio de Janeiro este îmbunătățit prin adăugarea unor competiții. Oamenii nu doar se îmbrăcau în costume, ci și organizau adevărate parade acompaniate de orchestre impresionante. Aceste competiții au devenit, de fapt, principala atracție pentru carnavalul Rio de Janeiro. Până la începutul secolului al XX-lea, carnavalul de stradă din Rio devine o "afacere" muzicală cu profunde influențe europene, pe ritmuri de polka, mazurca, vals sau folk scoțian. Trendul se dezvoltă odată cu implicarea mai profundă a clasei muncitoare, formată din afro-americani, țigani, evrei din estul Europei, polonezi și alții. Ei reușesc să lanseze propriile ritmuri muzicale și de dans. Carnavalul Rio de Janeiro se mută în centrul bogat al orașului (deranjant pentru populația mai înstărită) și pe colinele și terenul mlăștinos de lângă port, zona cunoscută sub numele de Mica Africă (locul de naștere al sambei).
Paradele sunt brusc oprite în timpul celui de-al Doilea Război Mondial și încep din nou în 1947. La acea vreme, majoritatea competițiilor aveau loc pe strada Rio Branco. Carnavalul Rio de Janeiro a evoluat enorm față de cum era la momentul în care a fost "adus" din Europa, devenind unul dintre cele mai importante evenimente ale lumii. Ultima adăugire importantă, parada samba, a fost și ea mutată într-o locație special amenajată, denumită reprezentativ, Sambodrom.

## Exemple
Cele mai intens sărbătorite carnavaluri pe glob sunt:
- Carnavalul de la Rio, Brazilia
- Carnavalul din Santa Cruz de Tenerife, Spania
- Carnavalul german din regiunea Cursului mijlociu al Rinului, în orașele Köln, Düsseldorf, Mainz, precum și în landurile Hessa, Renania de Nord - Westfalia, Renania-Palatinat
- Mardi Gras, cu precădere în Statele Unite (Alabama și Louisiana)